# Ewald Löwe

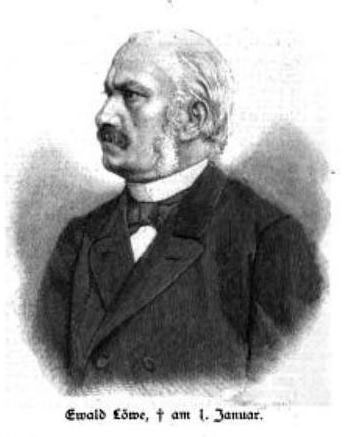
Ewald Löwe

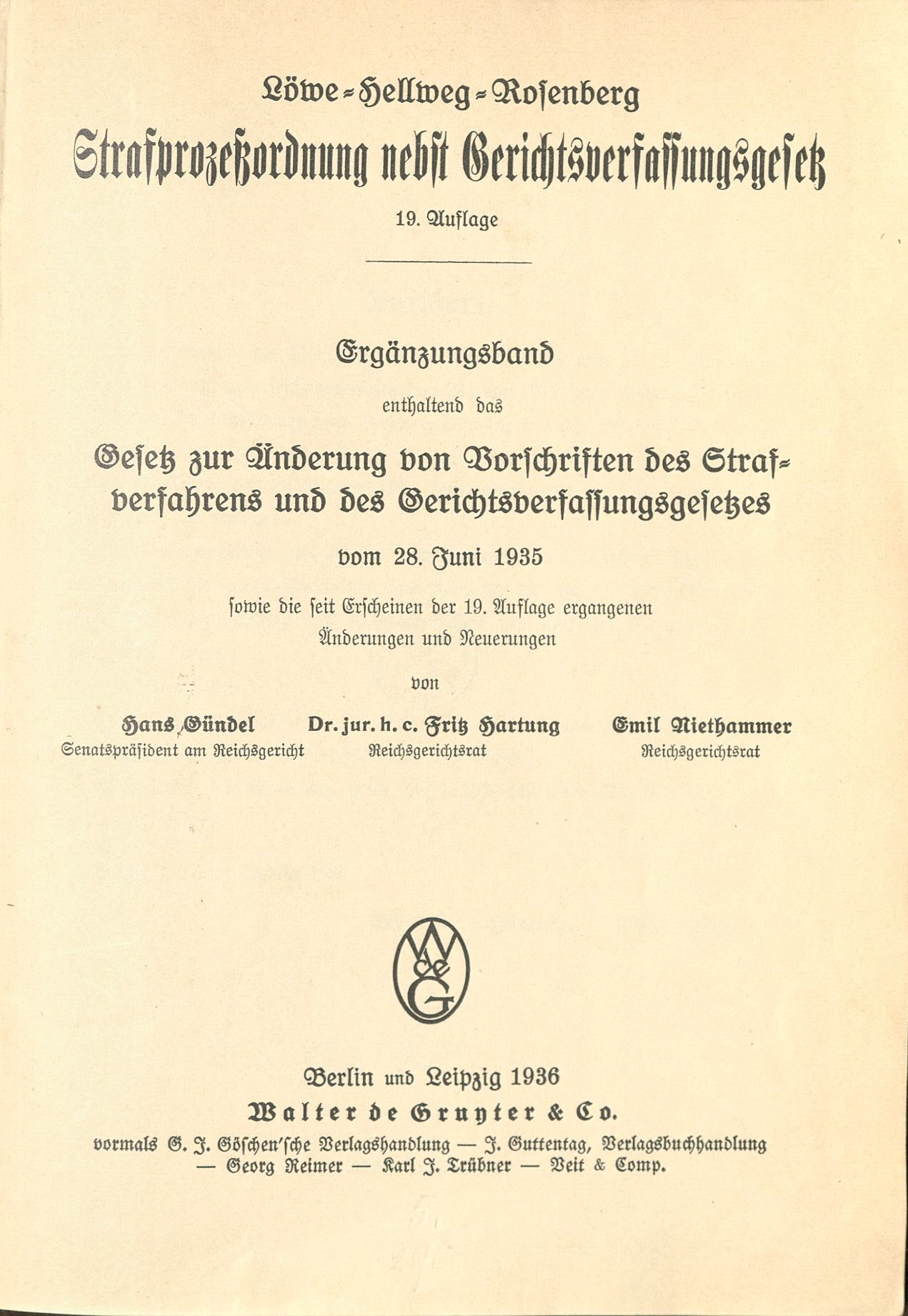
Kommentar zur Strafprozessordnung (1936)

Ewald Karl August Erdmann Löwe (* 8. Januar 1837 in Militsch, Landkreis Militsch, Provinz Schlesien; † 1. Januar 1896) war ein deutscher Richter.

## Leben
Ewald Löwe studierte zunächst an der Universität Breslau und dann in Halle (Saale) Rechtswissenschaft. In seiner Breslauer Zeit wurde er auch Mitglied des Corps Lusatia Breslau. Er war Freimaurer und Mitglied der „Vereinigten Loge“ in Breslau. Nach dem Abschluss des Studiums wurde Löwe 1866 Staatsanwalt; zugleich wurde er in das preußische Justizministerium abgeordnet und mit Arbeiten an der Strafprozessordnung für den Norddeutschen Bund und später für das Deutsche Reich betraut. 1881 wurde er Dr. iur. h. c. der Juristischen Fakultät der Universität Leipzig. 1889 wurde Löwe als Strafrichter und Senatspräsident an das Reichsgericht versetzt.
Löwe war der Verfasser des ersten juristischen Kommentars zur Strafprozessordnung, dem heute noch nach ihm und seinem Folgeautor Werner Rosenberg benannten Löwe-Rosenberg. Aus seiner Feder erschien das Werk erstmals 1879 mit bereits über 1000 Seiten Umfang unter dem Titel Die Strafprozessordnung für das Deutsche Reich, nebst dem Gerichtsverfassungsgesetz und den das Strafverfahren betreffenden Bestimmungen der übrigen Reichsgesetze. Das Werk gilt als Standardwerk und wird als ältester deutschsprachiger juristischer Kommentar überhaupt bis heute regelmäßig mehrbändig neu aufgelegt.

## Werke
- Die Strafprozeßordnung, 1. Aufl. 1879, zuletzt unter dem Titel Die Strafprozessordnung und das Gerichtsverfassungsgesetz: StPO[4], 27. Aufl., 2016 ff.